# Lachnopodus
Lachnopodus is een geslacht van kreeftachtigen uit de klasse van de Malacostraca (hogere kreeftachtigen).

## Soorten
- Lachnopodus bidentatus (A. Milne-Edwards, 1867)
- Lachnopodus gibsonhilli (Tweedie, 1950)
- Lachnopodus ponapensis (Rathbun, 1907)
- Lachnopodus rodgersi Stimpson, 1858
- Lachnopodus subacutus (Stimpson, 1858)
- Lachnopodus tahitensis de Man, 1889